# Gliese 667
Gliese 667 (142 G. Scorpii) je trostruki sustav zvijezda u zviježđu Škorpion. Nalazi se 23,2 svjetlosne godine od Zemlje. Njegove tri zvijezde su sve manje od Sunca.
Sustav je miče po nebu brže no uobičajeno, 1 lučnu sekundu u godini. Dvije najsjajnije zvijezde u sustavu su Gliese 667 A i B. Zajedno čine mali binarni par i udaljene su međusobno 12.6 astronomskih jedinica (astronomska jedinica je ekvivalentna udaljenosti Zemlje od Sunca, 149,6 milijuna kilometara). Obje su zvijezde K tipa, znači narančaste i hladnije od Sunca.
Treća zvijezda jest Gliese 667 C, crveni patuljak koji se nalazi 230 astronomskih jedinica od AB. Ovaj crveni patuljak poznat je po svom planetarnom sustavu (vidi Cb i Cc).

## Gliese 667 AB
Gliese 667 AB jest prvi dio sustava Gliese 667. Riječ je o dvije zvijezde K-tipa, koje su međusobno udaljene 12,6 astronomskih jedinica (1,9 milijardi kilometara), a udaljenost im tijekom orbite iznosi od 5 do 16 astronomskih jedinica. Obje su manje od Sunca. Nemaju poznatih planeta.

### Gliese 667 A
Gliese 667 A jest najveća zvijezda u sustavu, s 73% mase i 76% promjera Sunca. Zvijezda je K tipa, i to K3V. Unatoč ovomu, zrači samo 13% zračenja Sunca. Također je mnogo siromašnija nekim osnovnim elementima, kao vodik i helij. Njihova prisutnost u ovoj zvijezdi je samo 26% one u Suncu. Prividna magnituda jest 6.29, a apsolutna 7.07.

### Gliese 667 B
Gliese 667 B jest druga po veličini zvijezda u sustavu, kao i manja komponenta od para AB. Također je K-tipa, ali tamnija i tipa K5V. Ima 69% mase i 70% radijusa Sunca. Zrači tek 5% zračenja Sunca. Prividna magnituda jest 7.24, a apsolutna 8.02.

## Gliese 667 C
Gliese 667 C jest najmanja zvijezda u cijelome sustavu. Ima samo 31% mase i 42% promjera Sunca. Također, za razliku od AB, Gliese 667 C jest crveni patuljak i ima površinsku temperaturu od tek 3.700°C, oko polovicu Sunčeve temperature. Njena puna klasifikacija jest M1.5V. Ova komponenta jest udaljena od ostatka sustava (Gliesse 667 AB), a ta udaljenost iznosi 230 astronomskih jedinica (oko 40 milijardi kilometara). Prividna magnituda jest 10,25, a apsolutna 11,03. Zrači tek 1,4 % zračenja Sunca.

### Planetarni sustav
Gliese 667 C je zadnjih godina najpoznatiji po svom planetarnom sustavu. 

#### Gliese 667 Cb
Gliese 667 Cb je otkriven 2009. Nalazi se izvan nastanjive zone, a prevruć je za ikakav život. Također, noviji dokazi govore da je taj planet plinovit. 

#### Gliese 667 Cc
Gliese 667 Cc jest otkriven 2011., a potvrđen 2012. Planet se nalazi u nastanjivoj zoni, a najsličniji je Zemlji iz kataloga Gliese, nakon planeta Gliese 581g, koji nije potvrđen. Gliese 667 Cc ima sličnost sa Zemljom od 85%.

### Nepotvrđeni planeti
Godine 2013. objavljeno je otkriće još pet planeta, od toga nova dva potencijalno nastanjiva. U tom trenutku planeti su bili sljedeći (Cb, Cc, Cd, Ce, Cf, Cg, Ch). Ubrzo nakon otkrića svi novootkriveni planeti dovedeni su u pitanje. Studija iz 2014. izbacila ih je i od tada se smatra da Gliese 667 C ima dva planeta prethodno navedena, a da su ostali samo rezultat krivo identificirane zvjezdane buke. 2019. je taj zaključak ponovno doveden u pitanje, s time da zbog toga Gliese 667 Cd ostaje kao nepotvrđen.

#### Gliese 667 Ce
Gliese 667 Ce je egzoplanet koji kruži oko zvijezde Gliese 667 C, koja je član sustava Gliese 667. Planet je otkriven 2013. i potvrđen. Međutim, ponovna analiza podataka Feroza i Hobsona 2014. ukazuje da je otkrivanje ovog planeta zapravo rezultat neispravnog objašnjavanja zvjezdane buke u podacima radijalne brzine. Pronađen je signal ovog planeta, kao i signali planeta e i g, no oni variraju ovisno o signalima planeta b i c, što dovodi ozbiljne sumnje u postojanje planeta. Nešto je manje masivan od Gliesea 667 Cc. Nalazi se u nastanjivoj zoni, a sličnost sa Zemljom jest 60%. Njegova zvjezdana struja je oko trećine Zemljine, ali može imati tekuću vodu na svojoj površini ako je prisutno dovoljno stakleničkih plinova.

#### Gliese 667 Cf
Gliese 667 Cf je egzoplanet koji kruži oko zvijezde Gliese 667C, koja je dio sustava Gliese 667. Planet je otkriven 2013., te je potvrđen. Međutim, re-analiza podataka Feroza i Hobsona 2014. ukazuje da je otkrivanje ovog planeta zapravo rezultat neispravnog objašnjavanja, zvjezdane buke u podacima radijalne brzine. Pronađen je signal ovog planeta, kao i signali planeta e i g, no oni variraju ovisno o signalima planeta b i c, što dovodi ozbiljne sumnje u postojanje planeta. Nešto je manje masivan od Gliese 667 Cc. Analiza orbitalne stabilnosti pokazuje da masa ne može biti veća od dvostruko veće mase nego masa Zemlje. Nalazi se u sredini nastanjive zone. Sličnost sa Zemljom jest 76%. Iako Gliese 667 Cf prima manje od 60% vidljive svjetlosti zvijezde u usporedbi sa Zemljom, prima više infracrvenog zračenja od Zemlje. Na temelju izračuna temperature crnog tijela, ukupna količina apsorbirane svjetlosti zvijezda je veća.

#### Gliese 667 Cg
Gliese 667 Cg je nepotvrđeni egzoplanet koji kruži oko zvijezde Gliese 667 C, koja je član sustava Gliese 667. Gliese 667 Cg ima minimalnu masu od 4,41 masa Zemlje i ne može biti veća od 8,82 masa Zemlje. Vjerojatno je to ledeni planet, s mogućnošću podzemnog oceana. Njegovo postojanje tek treba potvrditi.
Re-analiza podataka Feroza i Hobsona 2014. ukazuje da je otkrivanje ovog planeta zapravo rezultat neispravnog objašnjavanja zvjezdane buke u podacima radijalne brzine.

#### Gliese 667 Ch
Gliese 667 Ch je nepotvrđen egzoplanet koja kruži oko zvijezde Gliese 667 C, koja je član sustava Gliese 667. Gliese 667 Ch ima minimalnu masu od 1,1 Zemljine mase i ne može biti više od dva puta masivniji nego Zemlja. Nalazi se izvan nastanjive zone Gliesea 667 C. Dokazi o postojanju Gliesea 667 Ch su slabi i njegovo postojanje tek treba potvrditi.

## Poveznice
- Gliese 667 Cb
- Gliese 667 Cc
- Gliese 667 Cd